# Pueblo boma
El pueblo boma, también conocido como Boma Nku, Boma Ngeli , Boma Kasai o Buma, pertenece al grupo bantú. Sus comunidades se encuentran en ambas riberas de los tramos bajos de los ríos Kasai y Lukenié, en la República Democrática del Congo. Tienen una población estimada en 38 000 personas, mayoritariamente cristiana. Viven de la agricultura, la ganadería y la pesca.

## Idioma
Su idioma es el Boma, de las lenguas boma-dzing, una rama de las lenguas bantúes.

## Territorio
Los boma nku habitan al sur, en la histórica región de Kasai, en el tramo medio del río Kasai. Y los boma ngeli en al norte, en la región de Mushie. Proceden de las tierras circundantes al tramo alto del río Lukenié.

## Cultura
La cultura del pueblo boma recoge en parte el legado cultural y lingüístico de los pueblos tyo (teke) y kongo. Todos tributarios del antiguo reino del Congo.

## Historia
En 1641 se fundó el reino Boma a través de un clan de la rama Ngeli. El pequeño estado siguió el modelo político de los pueblos Bolia. Estos pueblos del norte del lago Mayi Ndombe, se organizaban en aldeas dirigidas por consejos de ancianos. Tenían un rey que según la tradición era electo por los espíritus. Debía ser mago para acceder al cargo de jefe principal de la comunidad. Sin embargo no podía destituir a ningún jefe de aldea. El rey boma se apropió de virtudes divinas y se rodeó de una corte real. Los Ngeli se constituyeron en clase dominante del reino. Sólo podían casarse con la clase Nkumu, también situada en la elite del reino. Los hombres libres también podían casarse con los Nkumu, pero nunca con los Ngeli. El reino boma se involucró en el tráfico de esclavos que asolaba la región.

## Sociedad
Carecen de una organización centralizada. Los boma nku se organizan en aldeas gobernadas por el clan más antiguo que a su vez designa jueces para las aldeas. Algunas aldeas se mantenían aisladas políticamente y otras formaban pequeñas jefaturas. El jefe del clan dominante formaba una pequeña corte y cobraba impuestos y tributos a las aldeas.

## Economía
Fueron los primeros en cultivar la caña de azúcar. Durante la vigencia del reino histórico de Buma traficaron con marfil, madera y esclavos, tanto con los pueblos de la costa como con los europeos. En la actualidad viven de la agricultura, la ganadería y la pesca.

## Religión
El 97% de la población es cristiana, mayoritariamente católica. La religión tradicional aún mantiene vigencia.